# Undine Award

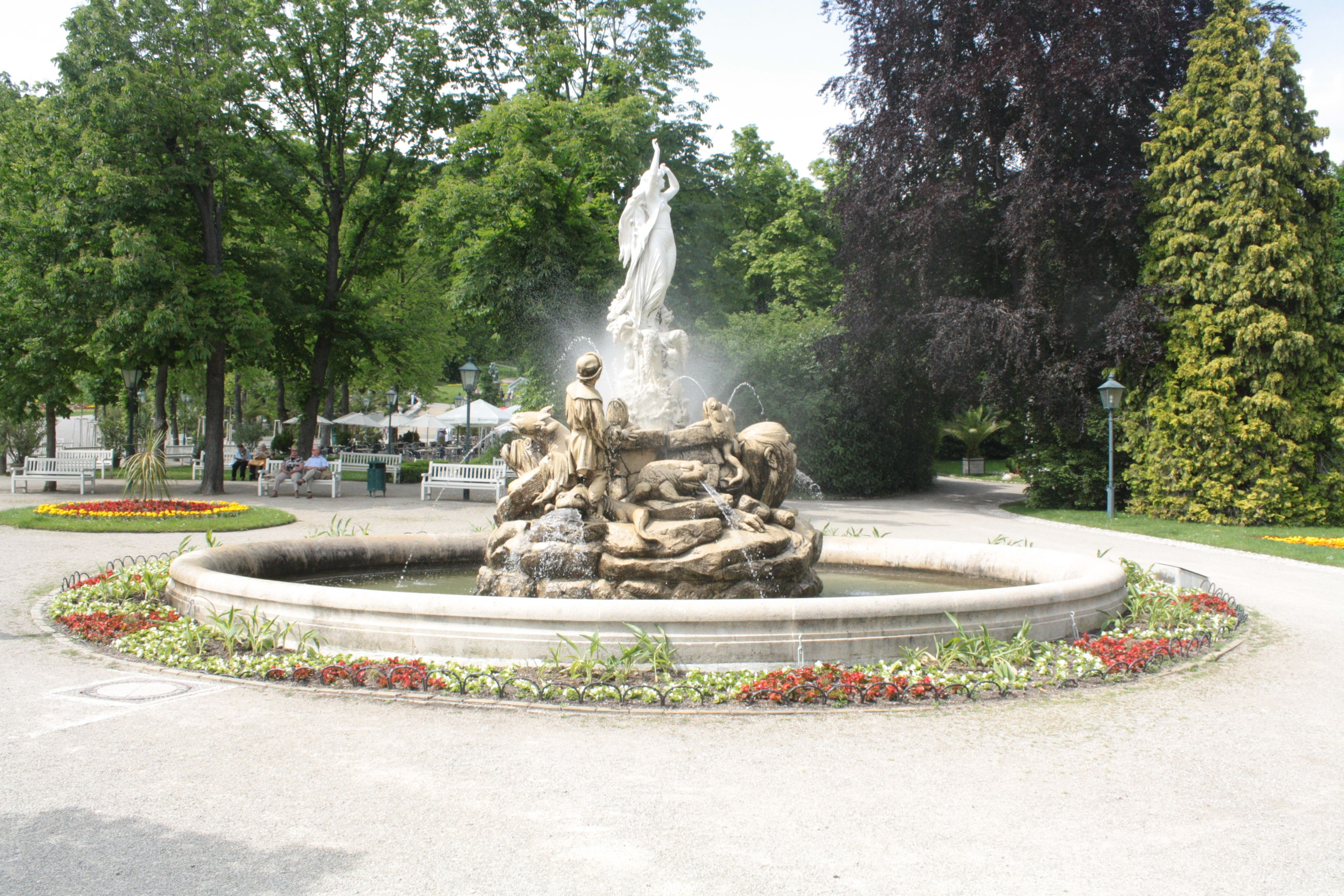
Fântâna Undinei în parcul balnear Baden

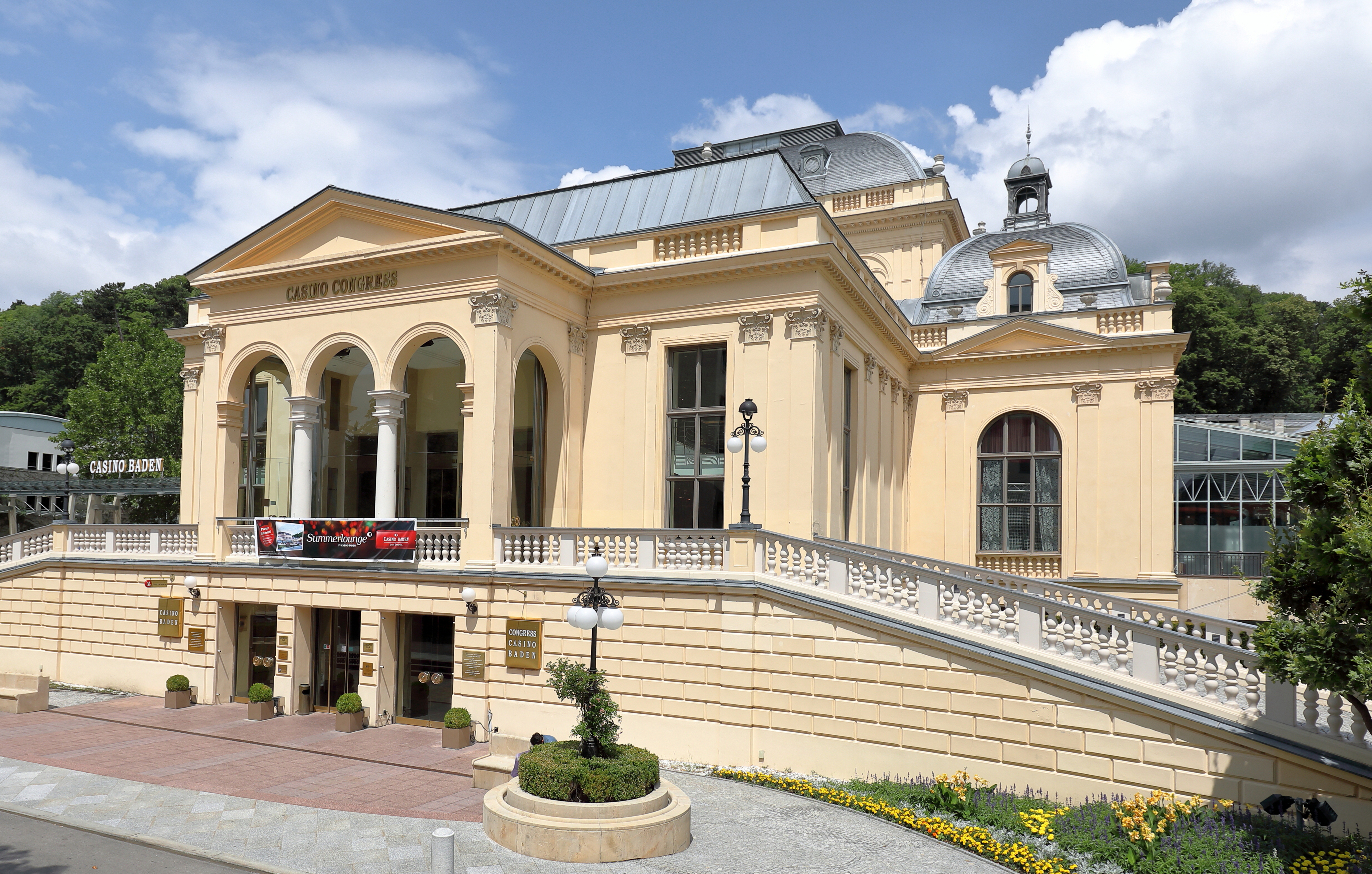
Congress Casino Baden lângă Viena

Undine Award (în română Premiul Undine) a fost un premiu internațional de film pentru actori tineri din țările de limbă germană, care a fost creat în 2004 și a fost acordat până în 2008. Ceremonia de decernare a premiului Undine a avut loc la Cazinoul Congresului din Baden, lângă Viena (Austria), în timpul Zilelor Filmului de la Baden. Premiul Undine a fost înființat în colaborare cu landul Austria Inferioară și Casele de distribuție a filmelor austriece.
Premiul poartă numele Undine (în română ondină), un personaj din basmele și legendele germane, închipuit ca o fată frumoasă, seducătoare, care trăiește în apă și care joacă un rol important în stațiunea balneară Baden. Povestea din jurul Undinei din Baden este simbolizată de fântânile din grădinile parcului din stațiunea balneo-climaterică. Elemente ale fântânii pot fi găsite și în statuia pe care au primit-o câștigătorii premiilor.

## Zilele filmului din Baden
Zilele Filmului Undine au fost dedicate în primul rând tinerilor actori din lumea de limbă germană. Pe lângă ceremonia de premiere, au avut loc proiecții de filme, Cvintetul Cinematografic (Cineastische Quintett) și alte evenimente.
- Proiecții de filme:
  - Toate filmele în care au apărut tinerii actori nominalizați au fost difuzate anul precedent în cinematografele de limbă germană. Înainte de ceremonia de decernare a premiilor, acestea au fost însă din nou prezentate în timpul zilelor filmului.

- Cvintetul Cinematografic:
  - Cinci experți în film au discutat despre sezonul de cinema trecut. Fiecare participant și-a prezentat filmul preferat sau cel mai dezagreat obiect pentru discuție.

- Gala Premiilor Undine:
  - Încheiera zilelor filmului cu gala de premiere, care a avut loc în Casinoul Baden. Premiile au fost înmânate de actori proeminenți tinerilor lor colegi.

## Premianții 2004
| Cea mai bună debutantă                                         | Diana Latzko pentru Twinni                                        |
| Cel mai bun debutant                                           | Jimi Blue și Wilson Gonzalez Ochsenknecht pentru Die Wilden Kerle |
| Cel mai bun tânăr actor de personaj                            | Ken Duken pentru Tödlicher Umweg                                  |
| Cea mai bună actriță tânără de comedie                         | Judith Richter pentru Pura Vida Ibiza                             |
| Cel mai bun actor tânăr în rol secundar într-un lungmetraj     | Stanislaw Lisnic pentru Hurensohn                                 |
| Cea mai bună actriță tânără în rol secundar într-un lungmetraj | Maria Simon pentru Lichter                                        |
| Cel mai bun actor tânăr într-un film de televiziune            | Achim Schelhas pentru In Liebe vereint                            |
| Cea mai bună actriță tânără într-un film de televiziune        | Franziska Weisz pentru In Liebe vereint                           |
| Cel mai bun actor tânăr într-un lungmetraj                     | August Diehl pentru Was nützt die Liebe in Gedanken               |
| Cea mai bună actriță tânără într-un lungmetraj                 | Sibel Kekilli pentru Gegen die Wand                               |
| Cel mai bun actor tânăr din noile țări UE                      | Tamàs Polgàr pentru Szép Nopak                                    |
| Cea mai bună actriță tânără din noile țări UE                  | Ana Geislerova pentru Zelary                                      |
| Munca de o viață ca susținător al tinerilor talente            | Susi Nicoletti                                                    |

## Premianții 2005
| Cea mai bună debutantă                                         | Nadja Vogel pentru Augenleuchten                               |
| Cel mai bun debutant                                           | Dennis Čubić pentru Antares                                    |
| Cel mai bun tânăr actor de personaj                            | Tom Schilling pentru Napola (Napola – Elite für den Führer)    |
| Cea mai bună actriță tânără de comedie                         | Alexandra Maria Lara pentru Vom Suchen und Finden der Liebe    |
| Cel mai bun actor tânăr în rol secundar într-un lungmetraj     | Hauke Diekamp pentru Antikörper                                |
| Cea mai bună actriță tânără în rol secundar într-un lungmetraj | Alexandra Neldel pentru Barfuss                                |
| Cel mai bun actor tânăr într-un film de televiziune            | Matthias Schweighöfer pentru Schiller                          |
| Cea mai bună actriță tânără într-un film de televiziune        | Gerti Drassl pentru Mein Vater, meine Frau und meine Geliebte  |
| Cel mai bun actor tânăr într-un lungmetraj                     | Robert Stadlober pentru Sommersturm                            |
| Cea mai bună actriță tânără într-un lungmetraj                 | Cosma Shiva Hagen pentru 7 Zwerge – Männer allein im Wald      |
| Cel mai bun actor tânăr din țările nordice                     | Tómas Lemarquis pentru Nói Albínói                             |
| Cea mai bună actriță tânără din țările nordice                 | Alexandra Dahlström pentru filmul Fröken Sverige (Miss Suedia) |
| Premiul publicului                                             | Tom Schilling pentru Napola (Napola – Elite für den Führer)    |
| Opera de o viață a unui susținător al tinerelor talente        | Otto Schenk                                                    |

## Premianții 2006
| Cea mai bună debutantă                                  | Sabrina Reiter pentru In 3 Tagen bist du tot |
| Cel mai bun debutant                                    | Vincent Redetzki pentru Sommer vorm Balkon   |
| Cea mai bună actriță tânără de comedie                  | Paula Riemann pentru Die wilden Hühner       |
| Cea mai bună actriță tânără în rol secundar             | Ina Strnad pentru Fallen                     |
| Cel mai bun actor tânăr în rol secundar                 | Oktay Özdemir pentru Knallhart               |
| Cea mai bună tânără actriță de personaj                 | Kim Schnitzer în Lucy                        |
| Cea mai bună actriță tânără într-un rol principal       | Jördis Triebel în Emmas Glück                |
| Cel mai bun actor tânăr într-un rol principal           | Sergej Moya în Keller – Teenage Wasteland    |
| Premiul publicului                                      | Sabrina Reiter pentru In 3 Tagen bist du tot |
| Opera de o viață a unui susținător al tinerelor talente | Franz Antel                                  |

## Premianții 2007
| Cea mai bună debutantă                                  | Svea Bein pentru filmul TKKG – Das Geheimnis um die rätselhafte Mind-Machine                        |
| Cel mai bun debutant                                    | Teo Gheorghiu în Vitus                                                                              |
| Cea mai bună actriță tânără de comedie                  | Tanja Wenzel pentru Wo ist Fred?                                                                    |
| Cea mai bună actriță tânără în rol secundar             | Karoline Herfurth în filmul Parfumul: povestea unei crime                                           |
| Cel mai bun actor tânăr în rol secundar                 | Matthias Franz Stein în Cocoșul decapitat                                                           |
| Cea mai bună tânără actriță de personaj                 | Jessica Schwarz în Der Liebeswunsch                                                                 |
| Cea mai bună actriță tânără într-un rol principal       | Hannah Herzsprung în Vier Minuten                                                                   |
| Cel mai bun actor tânăr într-un rol principal           | Matthias Schweighöfer în Das wilde Leben                                                            |
| Cea mai bună actriță tânără într-un film de televiziune | Anna Maria Mühe în Meine böse Freundin                                                              |
| Cel mai bun actor tânăr într-un film de televiziune     | Robert Stadlober în Peer Gynt                                                                       |
| Premiul publicului                                      | (Alegerea cinefililor din Viena și Wiener Neustadt) Florian Bartholomäi pentru Reine Geschmacksache |
| Premiul publicului                                      | (incluzând Karl Spiehs Stipendium de la Lisa Film) Robert Stadlober pentru Peer Gynt                |
| Opera de o viață a unui susținător al tinerelor talente | Elfriede Ott                                                                                        |

## Premianții 2008
| Cea mai bună debutantă                                  | Kateryna Rak în Import Export                     |
| Cel mai bun debutant                                    | Manuel Rubey în Falco – Verdammt, wir leben noch! |
| Cea mai bună actriță tânără de comedie                  | Nora Tschirner în Keinohrhasen                    |
| Cea mai bună actriță tânără în rol secundar             | Jana Pallaske în Märzmelodie                      |
| Cel mai bun actor tânăr în rol secundar                 | Wilson Gonzalez Ochsenknecht în Freche Mädchen    |
| Cea mai bună tânără actriță de personaj                 | Simone Hanselmann în Free Rainer                  |
| Cel mai bun tânăr actor de personaj                     | Frederick Lau în Die Welle                        |
| Cea mai bună actriță tânără într-un rol principal       | Elsa Sophie Gambard în Free Rainer                |
| Cel mai bun actor tânăr într-un rol principal           | Max Riemelt în Die Welle                          |
| Cea mai bună actriță tânără într-un film de televiziune | Cosma Shiva Hagen în Der Bibelcode                |
| Cel mai bun actor tânăr într-un film de televiziune     | Michael Steinocher în SOKO Kitzbühel              |
| Premiul publicului (curier)                             | Lavinia Wilson în Freigesprochen                  |
| Opera de o viață a unui susținător al tinerelor talent  | Heribert Sasse și István Szabó                    |